# Rue Saint-Antoine-du-T.
Pour les articles homonymes, voir Rue Saint-Antoine.
La rue Saint-Antoine-du-T. (en occitan : carrièra Sant Antòni del T) est une voie de Toulouse, chef-lieu de la région Occitanie, dans le Midi de la France.

## Situation et accès

### Description
La rue Saint-Antoine-du-T. est une voie publique. Elle se situe au cœur du quartier Saint-Georges.
Elle naît au nord de la place Saint-Georges, dans le prolongement de la rue Boulbonne, et suit un tracé, long de 236 mètres, parfaitement rectiligne, orienté au nord. Elle rencontre d'abord la rue du Lieutenant-Colonel-Pélissier, qu'elle reçoit à gauche, et la rue Saint-Jérôme, à laquelle elle donne naissance à droite, avec lesquelles elle forme un carrefour. Elle reçoit ensuite la rue Montardy, puis donne naissance à la rue Maurice-Fonvieille, et se termine au débouché de la place du Président-Thomas-Woodrow-Wilson.
La chaussée compte une seule voie de circulation automobile à sens unique, depuis la place Saint-Georges vers la place du Président-Thomas-Woodrow-Wilson. Elle appartient à une zone de rencontre et la vitesse y est limitée à 20 km/h. Il n'existe pas de piste, ni de bande cyclable, quoiqu'elle soit à double-sens cyclable.

### Voies rencontrées
La rue Saint-Antoine-du-T. rencontre les voies suivantes, dans l'ordre des numéros croissants (« g » indique que la rue se situe à gauche, « d » à droite) :
1. Place Saint-Georges
2. Rue du Lieutenant-Colonel-Pélissier (g)
3. Rue Saint-Jérôme (d)
4. Rue Montardy (g)
5. Rue Maurice-Fonvieille (d)
6. Place du Président-Thomas-Woodrow-Wilson

### Transports
La rue Saint-Antoine-du-T. est parcourue et desservie par la navette Ville. Les stations de métro les plus proches sont la station Capitole, sur la ligne de métro , et la station Jean-Jaurès, au croisement des deux lignes  . À proximité se trouvent les arrêts des lignes de Linéo L1L8L9L14 et de bus 1523.
La station de vélos en libre-service VélôToulouse la plus proche se trouve dans la rue Paul-Vidal : la station no 8.

## Odonymie
La rue Saint-Antoine-du-T. tient son nom du couvent des religieux de Saint-Antoine-de-Vienne qui se trouvait à l'angle de la rue du Lieutenant-Colonel-Pélissier. Ces religieux portaient une croix en forme de T, qui était l'attribut de l'ermite égyptien Antoine, patron de leur ordre,.
À la fin du Moyen Âge, au XVe siècle, on rencontre l'appellation de rue aux Clottes (a las Clotas en occitan), car elle traversait le quartier du même nom, qui s'étendait entre le rempart de la ville et la place Saint-Georges. Elle devint au milieu du XVIe siècle la rue « devant l'église Saint-Antoine », puis, au début du XVIIe siècle, la rue Saint-Antoine. C'est finalement au milieu du siècle suivant qu'elle prit le nom de rue Saint-Antoine-du-T. En 1794, pendant la Révolution française, elle fut renommée rue les Subsistances, mais le nom ne fut pas conservé,.

## Histoire

### Moyen Âge et période moderne
Logis de la Rose en 1542

### Époque contemporaine

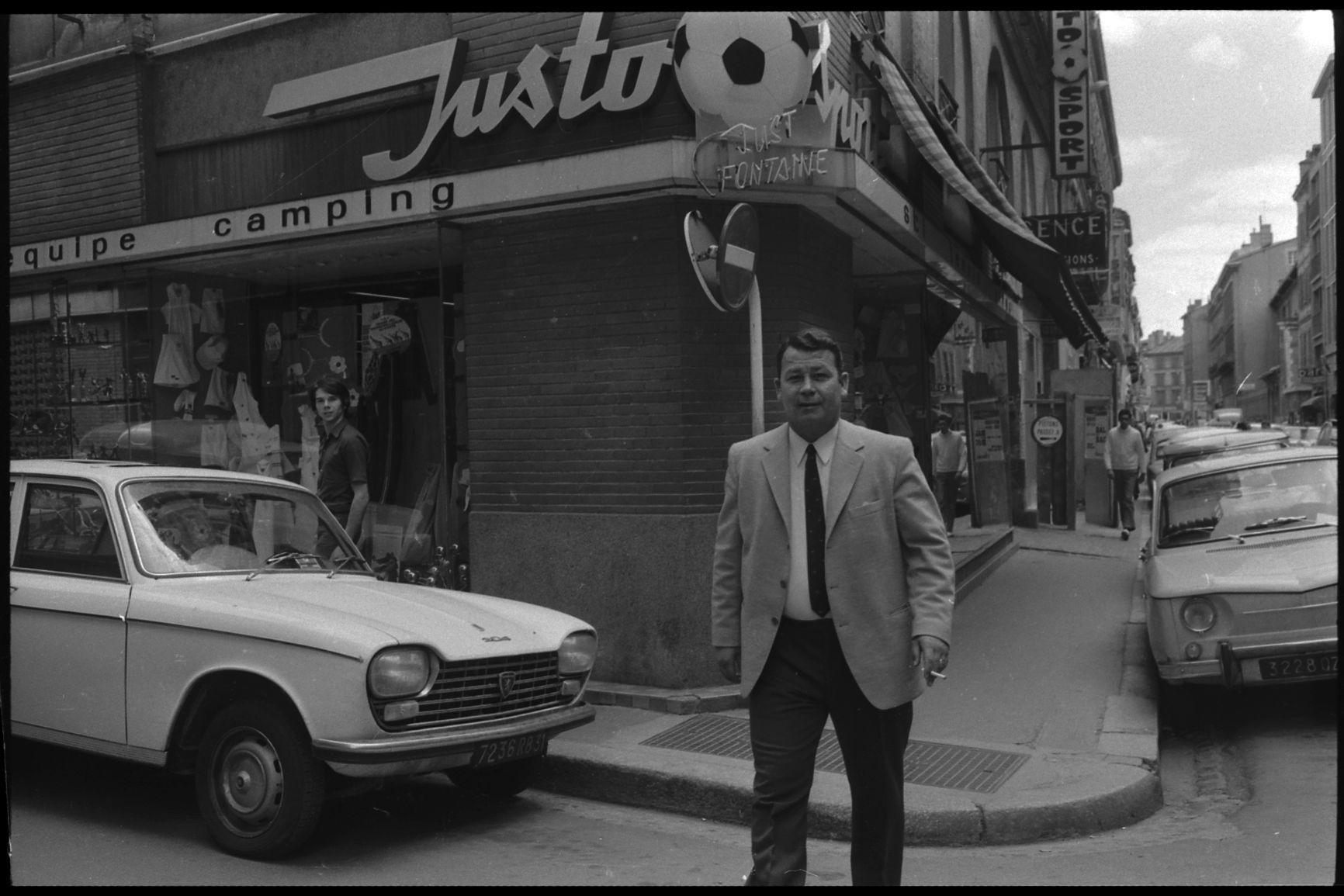
no 26 : Just Fontaine devant son magasin "Justo Sport" en 1971.

#### AuXIXesiècleet au début duXXesiècle
Les transformations de la rue favorisent le développement de l'activité commerciale. Ainsi, au milieu du XIXe siècle, il existe au moins une quincaillerie, À la Nouvelle ville et un hôtel, l'hôtel de Montauban. C'est à la fin du siècle, en 1892, qu'est ouverte la droguerie Taverne (actuel no 14), un des plus anciens commerces subsistants de la ville. En 1884, l'Union des femmes de France installe dans la rue Saint-Antoine-du-T. le siège de son comité local, où sont dispensés des cours (actuel no 6), ainsi qu'un dispensaire en 1890 . Ils s'y maintiennent jusqu'en 1909 et son déménagement au no 20, où elle reste jusqu'en 1913,.

#### AuxXXeetXXIesiècles
Durant l'entre-deux-guerres, la rue conserve une importante activité commerciale. Les boutiques de vêtements se font plus nombreuses, telles que le Tailleur américain (actuel no 6), la lingerie La Glaneuse (actuel no 22-24), les bonneteries Lady (actuel no 6) et Vogue (actuel no 11), la modiste Marcelle (actuel no 2) et les laines Mélène (actuel no 8). Mais on compte aussi un restaurant, La Maisonnée (actuel no 20), un coiffeur, André (actuel no 24), une pharmacie, l'Herboristerie parisienne (actuel no 13) et même une clinique, celle des docteurs Marques et Philippot (actuel no 26).

## Patrimoine et lieux d'intérêt

### Commanderie de Saint-Antoine du Tau
Inscrit MH (1972, façades et toitures sur rue de la chapelle).
L'ordre hospitalier de Saint-Antoine – populairement désigné comme l'ordre de Saint-Antoine du Tau – s'installe à Toulouse vers 1270. En 1327, ils obtiennent du chapitre de la cathédrale Saint-Étienne l'autorisation d'édifier leur propre chapelle,. La chapelle (actuel no 11), qui s'ouvre sur la rue du Lieutenant-Colonel-Pélissier, est reconstruite entre 1614 et 1617 par la confrérie des Pénitents bleus qui en a obtenu l'usage, avant de la céder aux Antonins en 1621. Elle est attribuée à l'architecte toulousain Pierre Levesville, mais il est probable que Jacques Lemercier, architecte du roi Louis XIII, arrivé à Toulouse à la fin de l'année 1613 pour surveiller l'achèvement des travaux du Pont-Neuf, ait joué un rôle dans la composition de la façade. Au XIXe siècle, les bâtiments de la chapelle et de la commanderie sont dévolus à l'armée et il abrite le cercle des officiers Duranti. En juillet 2000, l'ensemble est acquis par la ville de Toulouse, qui y installe divers services municipaux.
La longue façade sur la rue Saint-Antoine-du-T. montre les transformations de la chapelle au cours des siècles. Elle est percée de fenêtres rectangulaires. Les quatre fenêtres centrales du 1er étage ont un appui mouluré et un chambranle en saillie, surmonté d'un fronton triangulaire.

### Immeubles de la place Wilson
Plusieurs immeubles sont construits entre 1824 et 1834, dans le cadre de l'aménagement de la place du Président-Thomas-Woodrow-Wilson et des allées du Président-Franklin-Roosevelt, sur les plans de l'architecte de la ville, Jacques-Pascal Virebent. Les façades des immeubles, élevés dans un style néoclassique en vogue à Toulouse dans la première moitié du XIXe siècle, sont homogènes.
- no  25 : immeuble. 
L'immeuble s'élève entre la place du Président-Thomas-Woodrow-Wilson (actuel no 6), la rue Saint-Antoine-du-T. et la rue Montardy (actuel no 5). Il est construit à l'emplacement d'édifices plus anciens, tel la maison des prostituées – désignée comme la Grande Abbaye ou le Château-Vert – instituée par les capitouls entre 1527 et 1557, remplacée par la maison de Saint-Roch dans la deuxième moitié du XVIe siècle[28]. 
On observe une rupture dans la façade sur la rue Saint-Antoine-du-T, correspondant à deux corps de bâtiment. Le premier, à l'angle de la place du Président-Thomas-Woodrow-Wilson, possède une façade homogène avec les immeubles de la place. Il s'élève sur quatre niveaux – rez-de-chaussée, entresol et deux étages – et compte trois travées sur la rue Saint-Antoine-du-T. Le rez-de-chaussée et l'entresol sont réunis par une grande arcade de boutique en plein cintre, encadrée d'ouvertures de boutique rectangulaires plus étroites. Les étages sont éclairés de fenêtres rectangulaires à l'encadrement mouluré. Au 1er étage, elles sont mises en valeur par un faux garde-corps à balustres et sont surmontées d'une corniche. Le deuxième corps de bâtiment, à l'angle de la rue Montardy, présente quelques différences. Il possède un étage supplémentaire et se développe sur seize travées. Le rez-de-chaussée et l'entresol sont éclairés par de grandes arcades de boutique voûtées en plein cintre. Au 1er étage, les fenêtres sont simplement surmontées d'une corniche. Les deux corps de bâtiment sont couronnés par la large même corniche moulurée, surmontée d'un attique[29].

- no  28 : immeuble.  Inscrit MH (1974, façades et toitures)[30]. 
L'immeuble s'élève entre la place du Président-Thomas-Woodrow-Wilson (actuel no 5), la rue Saint-Antoine-du-T. et la rue Maurice-Fonvieille (actuel no 1). La façade se développe sur cinq travées. Les ouvertures de boutique au rez-de-chaussée et les fenêtres, à l'entresol et aux deux étages, sont rectangulaires. À l'entresol, les fenêtres ont des impostes et des garde-corps en fonte aux motifs géométriques et végétaux. Au 1er étage, les hautes fenêtres ouvrent sur un balcon continu, soutenu par des consoles en pierre et doté d'un imposant garde-corps en fonte. Au 2e étage, les fenêtres ont des balconnets en pierre, également dotés de garde-corps[31].

### Autres immeubles

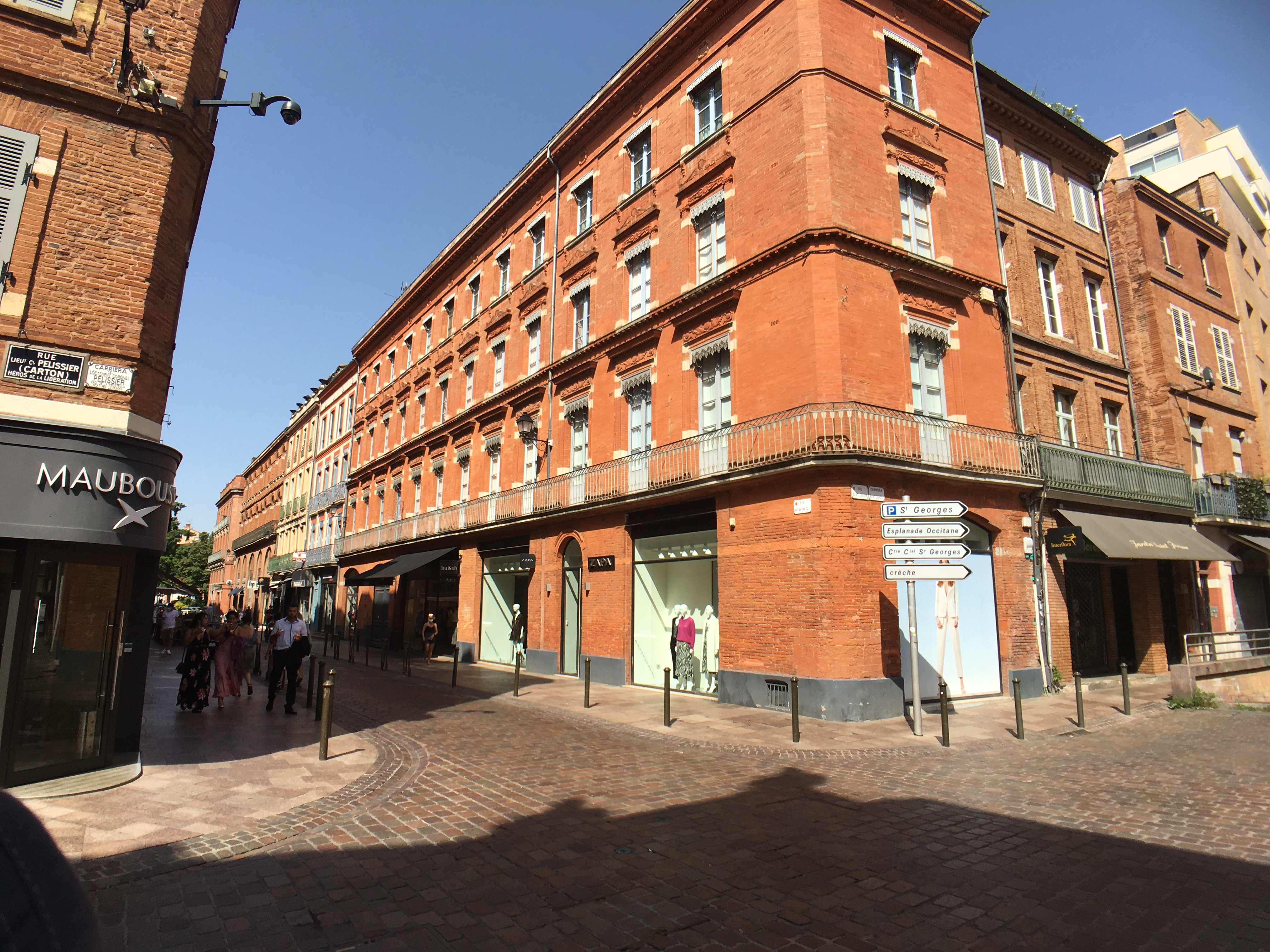
La rue Saint-Antoine-du-T vue depuis l'angle de la rue Saint-Jérôme.

- no  2-12 : emplacement de la chapelle Saint-Georges (XIIIe siècle ; 1515) ; emplacement du monastère des Augustins déchaussés (XVIIe siècle) ; immeuble (fin du XVIIIe siècle-début du XIXe siècle)[32].

- no  5-7 : immeuble Girard (1882)[33].

- no  9 : immeuble Thibault. 
L'immeuble est construit vers 1848 par l'architecte Urbain Vitry pour le compte de la famille Thibault[34]. Il développe sur la rue une façade monumentale de sept travées, qui s'élève sur quatre niveaux – rez-de-chaussée, entresol et deux étages carrés. Le rez-de-chaussée et l'entresol sont rythmés par les grandes arcades de boutique voûtées en plein cintre. Elles sont séparées par des ouvertures plus étroites, encadrées au niveau du rez-de-chaussée de colonnes à chapiteaux doriques, reposant sur un piédestal et soutenant un entablement, lui-même surmonté au niveau de l'entresol de colonnes plus petites à chapiteaux corinthiens. Il y a un jeu de polychromie entre la brique claire, utilisée pour les murs de l'entresol, et la pierre de taille, utilisée au rez-de-chaussée et pour les éléments de décor – colonnes, agrafes des arcades. La porte cochère, qui s'ouvre dans l'arcade de droite, a conservé son huisserie et son décor en fonte. Aux étages, les murs en brique claire sont traités en bossage continu et sont percés de fenêtres en plein cintre, mises en valeur par un encadrement mouluré et surmontées d'une corniche. Chaque étage est occupé par un appartement bourgeois, qui compte une salle à manger, une cuisine et plusieurs chambres. Le 1er étage possède un balcon, soutenu de consoles à volutes et feuillages, et orné d'un garde-corps en fonte. L'élévation est couronnée d'une large corniche à modillons et fleurons. Le passage couvert mène aux halls d'escalier, encadrés par des colonnes de marbre rouge et blanc coiffées de chapiteaux corinthiens en pierre[34],[35].

- no  14 : immeuble. 
L'immeuble est construit dans le style néoclassique, durant la première moitié du XIXe siècle[36].

- no  16 : immeuble. 
L'immeuble, construit en 1833 et de style néoclassique, est remarquable pour son décor de terre cuite. Il possède plusieurs corps de bâtiments, qui s'organisent autour d'une cour intérieure en hémicycle. La façade sur la rue Saint-Antoine-du-T., qui compote cinq travées, est symétrique. Elle se développe sur six niveaux : sous-sol, entresol, deux étages et un comble. Le rez-de-chaussée s'organise autour de la porte cochère, encadrée de pilastres et voûtée en plein cintre. Elle a conservé son huisserie, dont les vantaux sont sculptés de têtes de Méduse et de motifs végétaux encadrés par une frise de grecque. L'imposte présente un putto, tenant dans ses mains des rinceaux. Le rez-de-chaussée est percé d'ouvertures de boutiques rectangulaires. Il est séparé de l'entresol par une fine corniche. Le 1er étage est souligné par un balcon continu au garde-corps en fonte. Les fenêtres sont encadrées de pilastres à chapiteaux ioniques, voûtées en plein cintre et sont reliées entre elles par un entablement. La travée centrale est encadrée de pilastres à chapiteaux corinthiens montant jusqu'à la frise, décorée de rinceaux, et la corniche à modillons qui la sépare du 2e étage. À ce niveau, les fenêtres, rectangulaires, sont encadrées de pilastres à chapiteaux corinthiens et surmontées d'une corniche à modillons. L'élévation est elle-même couronnée par une large corniche à modillons[37].